# Sergio Bisotti
Sergio Luigi Bisotti (Cuneo, 15 maggio 1924 – ...) è stato un calciatore italiano, di ruolo Ala.

## Carriera
ha iniziato a giocare con la Cremonese nella stagione 1939-40, poi una stagione a Cesena, nel primo dopoguerra una stagione a Bologna con i rossoblù ha esordito in Serie A il 9 dicembre 1945 nella partita Bologna-Venezia (3-0), ha giocato anche la settimana dopo a Trieste, il 16 dicembre nella partita Triestina-Bologna (1-0). Ha poi giocato con la Centese.

## Palmarès

### Club

#### Competizioni nazionali
- Coppa Alta Italia: 1

Bologna: 1945-1946